# サファリ作戦
サファリ作戦 (Unternehmen Safari) は、第二次世界大戦中の1943年8月29日、ナチス・ドイツが保護占領中のデンマークに取った軍事行動である。
悪化する戦局の中でドイツはデンマーク政府の対独協力姿勢を疑い、デンマーク全域を直接占領下に置いた。戦史上ではこの時、抗議したデンマーク海軍が大規模自沈を起こしたことで知られている。

## 詳細

### 「クリーム戦線」
（ヴェーザー演習作戦）も参照
デンマークはドイツの北隣にあるが、第一次世界大戦では局外中立を保っていた。地続きゆえドイツとの間に若干の領土問題はあったが（シュレースヴィヒ問題、ヴェルサイユ条約も参照）、外交関係は険悪なものではなく、ヨーロッパに再び戦争の影が差した1939年5月には相互不可侵条約を締結してもいた。ところがヒトラーの見込みに反し1939年9月に戦争が始まってしまうと、状況が変わる。ドイツの戦争継続のためには軍需物資としてスウェーデンの鉄鉱石が必要であり、その積出港としてノルウェーも必要だった。しかし1939年12月、イギリス・フランスはソ連に侵略されたフィンランド支援のため、軍隊をノルウェーに送ることを決定。ヒトラーから見れば、ノルウェーが連合国軍に占領されてしまう可能性が出てきた。
先手を打ってノルウェーを確保する。そのためには、地理的にデンマークも放置しておくわけにはいかなかった。
1940年4月9日、ドイツ軍は「ヴェーザー演習」作戦を発動し、夜明けと共にノルウェーとデンマークへ侵攻した。ホーコン7世率いるノルウェーは徹底抗戦を選んだが、デンマークはその日のうちに降伏した。国王クリスチャン10世は、貧弱なデンマーク軍で陸路侵攻するドイツ軍に抵抗することの無意味さを理解していた。
ほぼ無抵抗でドイツの「保護占領」下に置かれたデンマークに対し、ドイツは非常に寛大な態度で接した。デンマークの主権は認められ、その政府と軍・警察も存続が許された。安定した経済、豊富な食糧、そして戦闘や空襲の危険が少ないデンマークは「クリーム戦線(独：Sahnefront)」とあだ名が付くほどにドイツ人たちから好まれる休暇先になった。
しかし戦争が長期化するにつれて、状況は変わる。デンマークはドイツの求めに応じ海軍艦艇の「貸与」や国内での武装親衛隊の兵員募集を認める一方、その保有商船の過半とアイスランド、フェロー諸島を連合国軍の手に委ね、また連合国軍が大陸反攻の準備を開始するとイギリスの手引きによるレジスタンス運動を徐々に表面化させていった。1942年、国内での工場爆破件数は前年の10倍の120件に増加（初めて鉄道爆破事件も発生した）、1943年はこの年前半だけで1000件近くを記録するようになっていた。
デンマーク政府も1942年春、ドイツに対し自主性を保つ路線を採ってきたトーワルド・スタウニング首相が死去。一人おいてドイツの圧力で対独融和的と見られたエリック・スカヴェニウス元外相が後継となったが、そのスカヴェニウス首相も国内でのユダヤ人狩りへの協力、レジスタンス運動取締りの厳罰化、デモ・ストの全面禁止などドイツの数々の政治要求には応じなかった。またクリスチャン10世も9月26日の国王誕生日の祝電の返礼でヒトラーを挑発するなど、二国間の信頼関係は失われていることが明らかになった。
1943年7月、連合国軍がシチリア島に上陸した。同様の侵攻が北海沿岸でも行われる可能性を警戒したドイツ軍は、デンマーク政府の寝返りまたは連合国軍上陸の手引きを恐れ、デンマーク全土の直接占領を決定した。

### 1943年8月29日
1943年8月28日、増大する一方のドイツの戦争協力要求に交渉の限界を感じたスカヴェニウス首相は内閣総辞職を発表。これに対しドイツ占領当局はデンマーク全域に戒厳令を発動、デンマーク軍武装解除のための「サファリ」作戦を発動した。翌29日午前4時、ドイツ軍は国内各所で大した抵抗を受けずにデンマーク陸軍を武装解除し、国王一家も拘束した。
一方、明確な抵抗を見せたのがデンマーク海軍だった。

#### デンマーク艦隊の自沈
デンマーク海軍は1940年4月のドイツ侵攻時には目立った交戦をせず、1943年8月時点でも無傷で残っていた。ただし1941年2月5日にドイツの要求で数少ない一線級戦力である「ドラーケン」級水雷艇(290t)6隻を「貸与」したため、数の上では52隻（2隻はグリーンランドに配備）、しかし大型艦は海防戦艦「ピーザ・スクラム」(3780t)と「ニールス・ユール」(3800t)のみ、残りは旧式の水雷艇と敷設艇・掃海艇に沿岸用潜水艦、そして約半数が哨戒艇という構成になっていた。時の海軍司令官ヴェデル中将は事前に全艦艇に対し、ドイツ軍が行動を起こした場合、中立国スウェーデンへ脱出するか、それが不可能な場合は自沈するよう命じていた。
そして8月29日午前4時、ドイツ軍の作戦開始を受けて艦隊のうち32隻が自爆・自沈、4隻が脱出に成功し、残る14隻がドイツ軍に制圧される結果を迎えたのである。

### その後
ヒトラーが恐れたデンマークへの連合国軍上陸はついに起きず、1945年5月の終戦まで、デンマークはナチス・ドイツに占領された地域の中では比較的安定した環境の下にあった。
自沈した艦艇のうち損害の軽いものは浮揚され、ドイツ軍によって使用された。ただしほとんどが旧式の小艦艇である。唯一の例外は海防戦艦2隻で、いずれも浮揚の後ドイツ軍の手で大幅に改装され、高射砲艦（独：Flak Kreuzer）兼練習艦として運用された。
ピーザ・スクラム：コペンハーゲンで自沈した後浮揚され「アドラー」として再就役。1945年4月1日、キールで連合国軍の空襲により沈没。

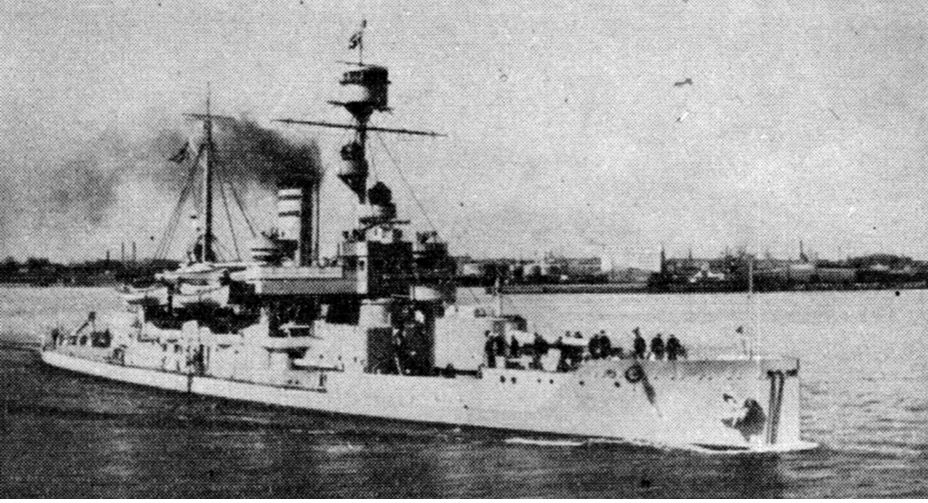
1939年に撮影された近代化改装後の海防戦艦「ペダー・スクラム」
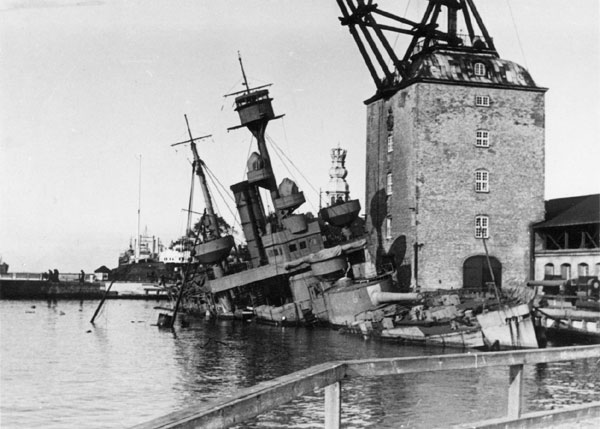
1943年に自沈後に撮影された海防戦艦「ペダー・スクラム」

ニールス・ユール：スウェーデンへ脱出を試みたが、ドイツ軍の空襲で損傷し沈没を防ぐため擱座。1944年9月、「ノルトラント」として再就役。1945年5月3日、陥落寸前のキールから脱出する途上、連合国軍の空襲に遭い沈没。

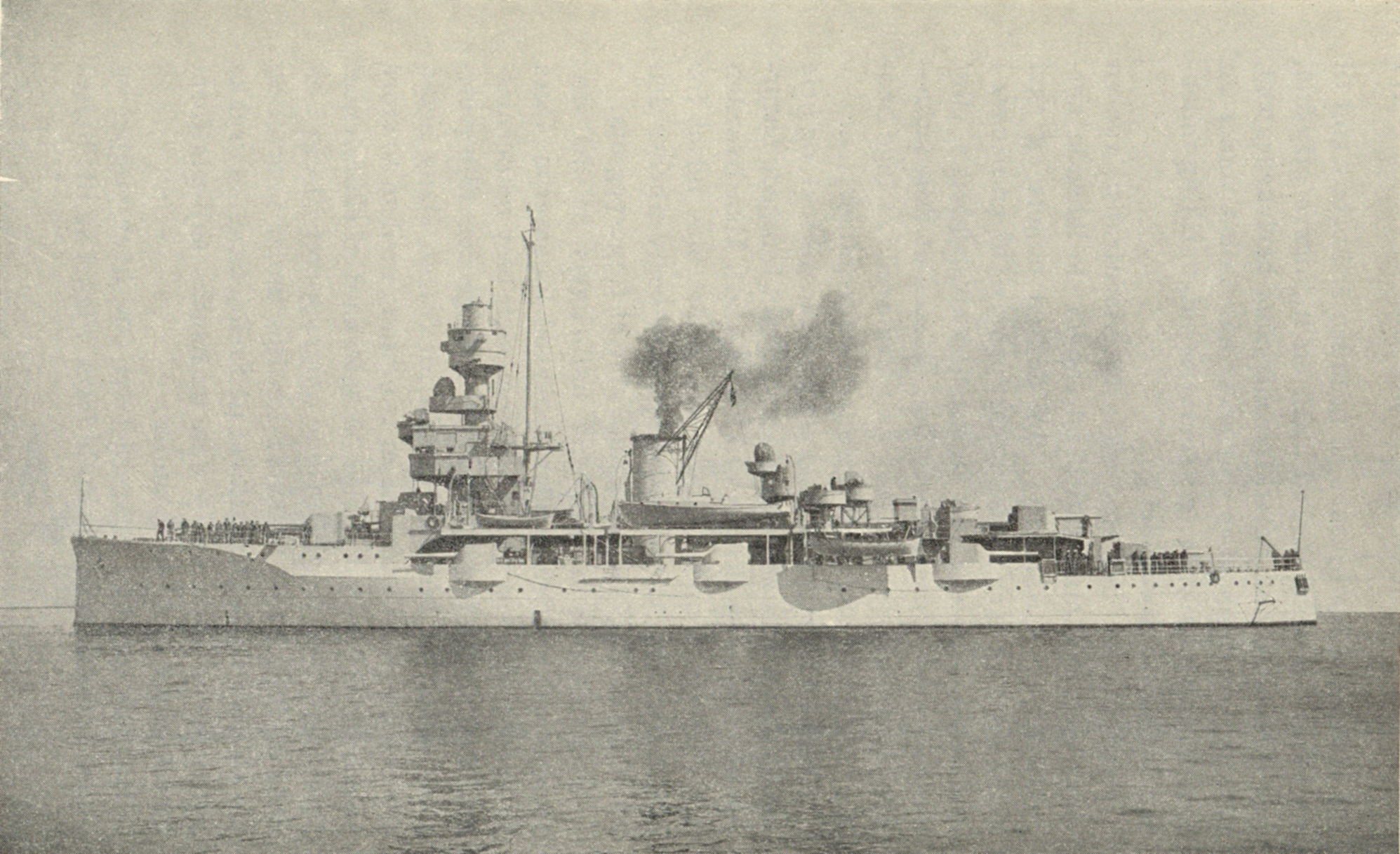
1939年撮影
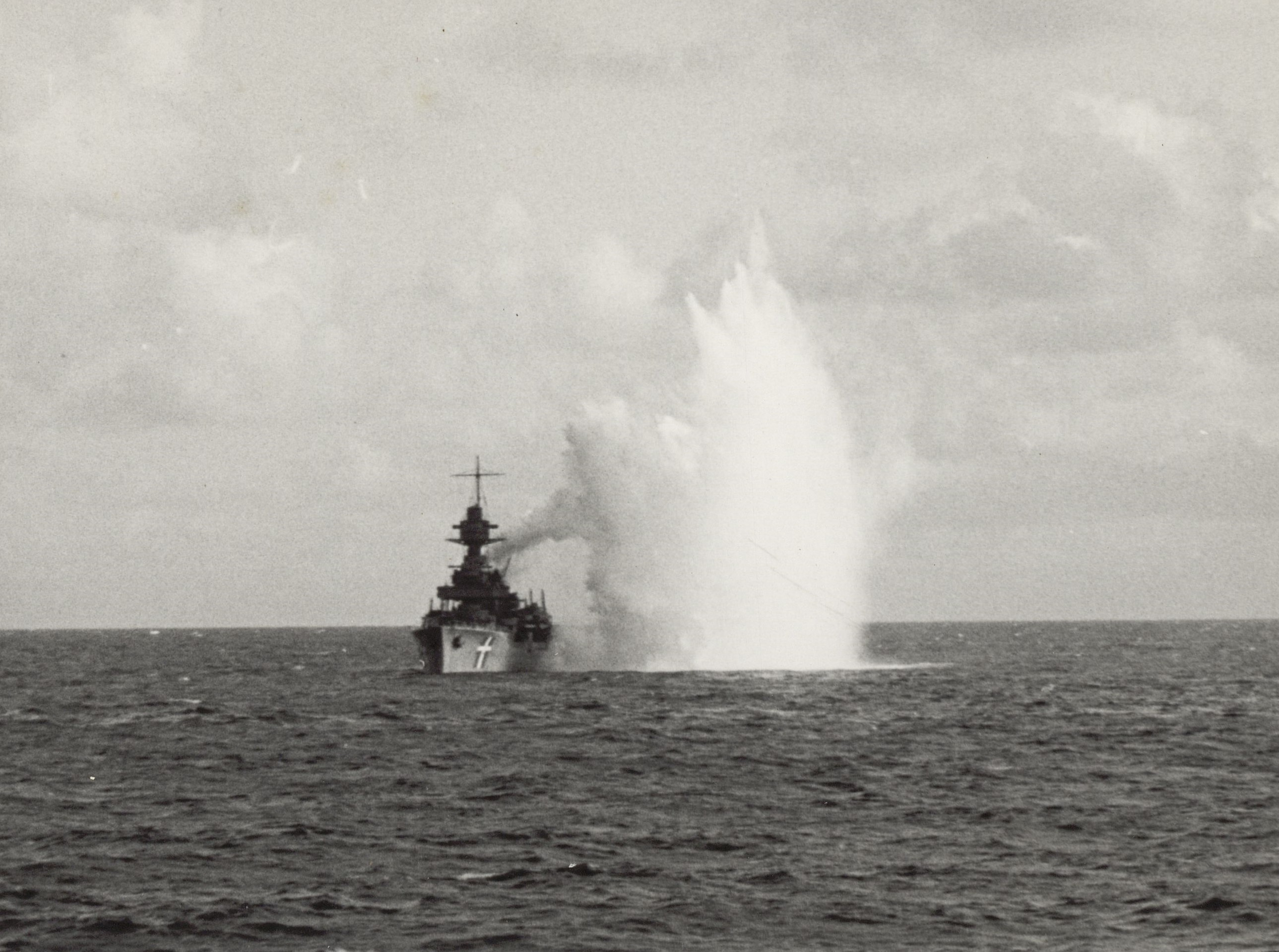
サファリ作戦時にドイツ軍機の空襲を受けるニールス・ユール

サファリ作戦を機に、連合国内でのデンマークの認識は枢軸国から対枢軸交戦国に変わった。その意味ではデンマークの戦後の立ち位置を変える大きな事件だったと言えよう。

## 類似の事件
トゥーロン港自沈：1942年11月27日、ヴィシー・フランス海軍の艦隊が一斉自沈したもの。
ナチス・ドイツによる間接統治下の国の海軍が直接占領に抗議して自沈、という似通った図式である。